# البيضاء (جبل)
سلسلة جبال البيضاء هي سلسلة جبال تقع في ديار قبيلة بلقرن في تهامة شمال شرقي جبل طنب في محافظة العرضيات في منطقة مكة المكرمة في المملكة العربية السعودية. من هذا الجبل تأتي مياه وادي البيضاء، وإلى الشرقي منه تقع حلة البيضاء (الحلة: المنزل الموسمي) للحنيك من بلقرن، وإلى الجنوب منه تقع بلدة حيد عبس.